# Lintukkalahti
Lintukkalahti är en liten kustnära sjö i Finland.   Den ligger vid Bottenviken i Simo kommun i landskapet Lappland, .